# Saint-Maclou-la-Brière
Saint-Maclou-la-Brière è un comune francese di 509 abitanti situato nel dipartimento della Senna Marittima nella regione della Normandia.

## Società

### Evoluzione demografica
Abitanti censiti